# 命令与征服：红色警戒2
《命令与征服：紅色警戒2》，是一款由西木太平洋制作，艺电发行的2.5D即時戰略遊戲。于2000年10月23日在Windows发行，是《終極動員令：紅色警戒》系列的正統續作。

## 版本
- 2000年，Westwood Studios推出了使用改良《泰伯倫之日》引擎製作的紅警二代。二代的陣營依然是由美國領導的盟軍阵营（包括美國、英國、德國、法國、韓國）和由蘇联領導的蘇軍阵营（包括蘇俄、伊拉克、利比亞、古巴）。紅色警戒2首次推出了繁體中文版本。
- 2001年，紅色警戒2的資料片《命令与征服 紅色警戒2：尤里的復仇》發售。資料片中增加了新陣營——尤里，是兩派陣營的敵人。但尤里陣營沒有单人任務關，玩家只可以在联机模式中进行官方尤里战役，或在遭遇戰中使用尤里。資料片對遊戲圖像略做了改進，完善了单位语音。

## 遊戲情節

### 背景

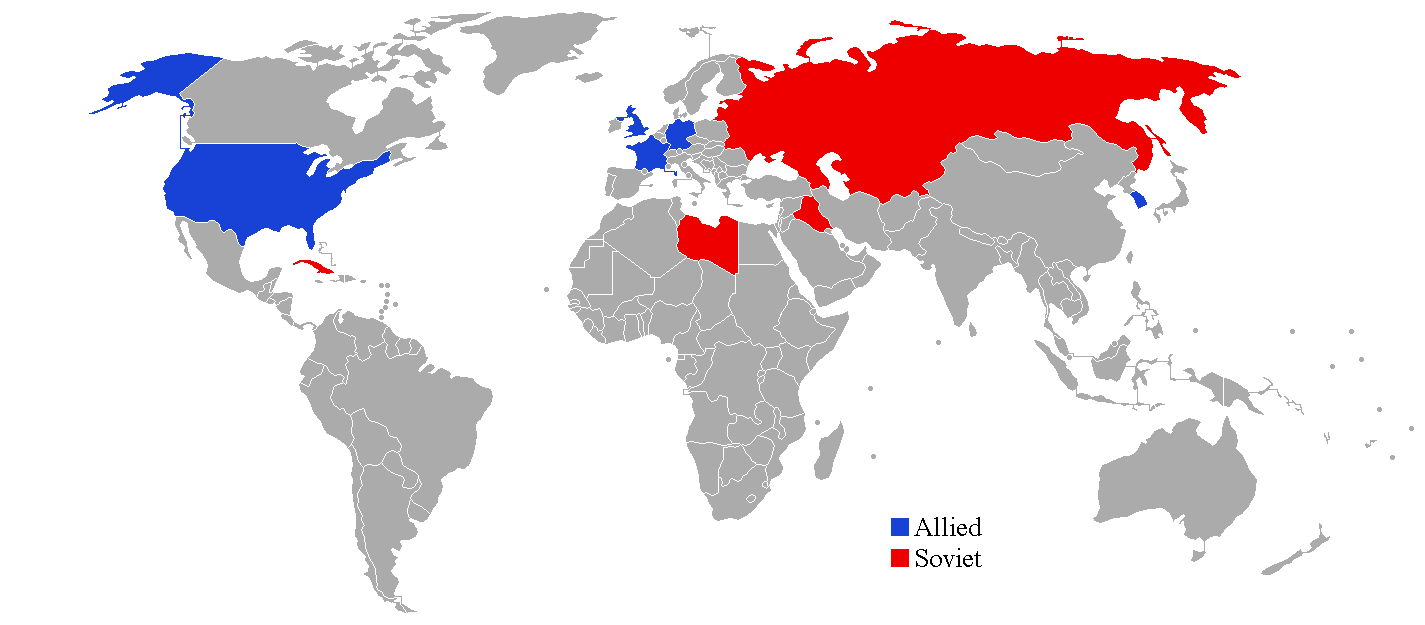
游戏中出现的国家，藍色是盟軍陣營，分别为美國、英國、德國、法國、韓國
紅色是蘇聯陣營，分别为：蘇俄、伊拉克、利比亞、古巴

斯大林死後，美國扶植洛馬諾夫為傀儡蘇聯部長會議主席（總理）。但是洛馬諾夫趁墨西哥民眾引發暴動時，傾全國之兵攻擊美國。美國總統杜根得知此事後，撥通了洛馬諾夫的專線，卻被他冷嘲熱諷一番。杜根授權卡維利將軍使用戰略核導彈向蘇聯還擊。在導彈已經點火之際，尤里心靈控制了美國導彈控制台的技術人員，阻止了發射井的開啟，致使導彈在井中爆炸。喪失了戰略打擊能力的美國，完全向蘇聯軍隊敞開了大門。龐大的基洛夫飛艇將紐約曼哈頓島籠罩在陰影之中，威昂的無畏級戰艦將導彈射向高聳的摩天大樓，天啟坦克壓碎了「文明駕駛」的路牌，挺進了德州。而美國的象徵——自由女神像，早已被蘇軍的V3火箭打掉了頭顱，整個美國已然陷入了風雨飄搖之中......

### 盟軍劇情
盟軍劇情由一支以特務譚雅帶領的特種部隊被送到紐約開始，對抗蘇聯入侵。指揮官（玩家）在譚雅的幫助下，順利地消滅在紐約的蘇聯軍隊。譚雅和指揮官然後派遣到科罗拉多斯普林斯解放那裡的美國空軍學院和空軍基地。同時，蘇聯在華盛頓特區部署了一個名為「心靈信標」的設備。心靈信標能控制整個城市人口的心智，蘇聯設法控制美國總統和華盛頓的主要官員，讓美國向蘇聯投降。然而，一次由指揮官指揮的反擊破壞了心靈信標。美國政府迅速遷移到加拿大，以逃脫蘇聯心靈控制的威脅。
遷移政府到加拿大後，盟軍情報發現蘇聯在芝加哥部署了另一個心靈控制設備——「心靈控制增幅器」，它是一個有能力控制整個北美洲的大型設備。盟軍從加拿大動員部隊，橫跨密西根湖，展開渡湖的兩棲攻擊，闖入被蘇聯佔領的芝加哥，毀壞心靈控制增幅器并解放了整座城市。蘇聯軍隊的最高司令維拉迪摩將軍得知消息后怒不可遏，宣稱芝加哥對他已經沒有用，当即發動一次核攻擊以展开报复，将芝加哥完全摧毁。
芝加哥的核攻擊震驚了歐洲，法國、德國和英國终于同意协助美國，但要求美國軍隊先破壞位於波蘭的兩座蘇聯核彈發射井。美國總統麥可·杜根同意，送由譚雅帶領的一支特種部隊，進入波蘭與德國的邊界。特種部隊成功摧毀了發射井，歐洲也加入了對抗蘇聯的戰爭。由于欧洲的兵援支持，美軍得以開展對被蘇聯佔領的華盛頓特區的攻擊并奪回城市。奪回華盛頓後，盟軍情報顯示蘇聯計劃奪取夏威夷島，将指揮官派遣到珍珠港以保衛海島。
夏威夷的危機虽然解除，美國时局仍然动荡。蘇聯在心靈信標作用下，控制密西西比河南部的聖路易斯，嚴重妨礙美國地面作戰的能力。盟軍突袭了圣路易斯，毀壞心靈信標，解放了处于心灵控制下的城市。盟軍也得知蘇聯在墨西哥图卢姆的研究基地企圖複製光棱技術，因此派遣一支海豹部隊摧毀該研究基地，蘇聯的企圖失敗。
卡維利將軍在一次對指揮官的簡報中，透露他們将前往德國，盟軍高层计划派遣指挥官到德國黑森林保護愛因斯坦實驗室，愛因斯坦的實驗室有超時空傳送儀的原型，能够将部队传送到世界上任何地方。卡維利將軍一边说一边打开门准备离开，遇到早已埋伏在门口的瘋狂伊文。疯狂伊文立刻引爆炸彈，暗殺了卡維利將軍。指揮官在黑森林成功抵御蘇聯軍隊，保护了愛因斯坦實驗室和超時空傳送儀，愛因斯坦能够繼續他的工作。
愛因斯坦親自感謝指揮官，說他發現了最佳部署超時空傳送儀的地方。它是在一個在佛羅里達礁島群的小島，而且離古巴只有幾公里。盟軍在小島駐軍并且在那裡建造基地和超時空傳送儀，传送部队進入古巴成功摧毀三座蘇聯核彈發射井。指挥官升任盟军总司令，盟軍使用超時空傳送儀把一支盟軍突擊隊帶到莫斯科。盟軍其後在克里姆林宮附近發動突襲摧毀防禦，譚雅俘虜洛馬諾夫主席，蘇聯向盟軍投降。但是作為挑起這場戰爭的幕後黑手的尤里卻不知所踪……
最後，譚雅身著禮服亲自邀請指揮官和自己共同參加總統在白宮設下的晚宴......

### 蘇聯劇情
在指挥官（玩家）带领下，苏联在华盛顿哥伦比亚特区利用空降部署了强大的地面力量，迅速摧毁了五角大楼。
初期的胜利加大了苏联的野心，罗曼诺夫总理希望摧毁美军位于佛罗里达的海军基地，为全线登陆做准备。苏联将军维拉迪摩（另译弗拉基米尔）因为轻敌，稍遇抵抗就先逃走了。一批苏联潜艇前来支援，苏军通过海陆联合攻击摧毁了美海军基地。
维拉迪摩先行回国，却贪功为己有。罗曼诺夫听到捷报后很高兴，给维拉迪摩颁发了斯大林奖章，尤里知道后意味深长地暗示战功应归属于指挥官。尤里当时正在研发“心灵信标”，但他需要盟军科技。苏军开进纽约，占领了作战实验室，心灵信标在纽约建立，当地所有美国人全部加入苏联一方。
美军节节败退，韩国表示願意提供支援，并派兵入侵苏联符拉迪沃斯托克牵制苏联扩张。罗曼诺夫主张派维拉迪摩应战，尤里打开放映机，故意让总理收看维拉迪摩和女人寻欢作乐的画面。总理只好将玩家派往前线，并介绍一种名叫“恐怖机器人”的新武器。这种轻型机器人虽然装甲薄，但可以嵌入坦克等装甲车辆并毁坏其机械结构，也可以绞杀步兵单位。因为新武器的采用，韩国军队很快被逐出苏联远东地区。
美军在重压之下，向欧洲盟友求援。欧盟承诺出兵，但这也导致了欧洲内部防御力量亏空。苏军乘虚而入，用一支小分队侵入巴黎，并且用磁暴步兵磁化了埃菲尔铁塔。巴黎的盟军很快溃散。
苏军一路节节挺进，但尤里与维拉迪摩的关系却不断恶化。在苏军全歼韩国海军并且占领夏威夷后，两人彻底闹翻。罗曼诺夫因为尤里所说的“健康问题”不再露面，罗曼诺夫最后一次露面时“升任”尤里为苏军最高司令并代行总理职务。尤里成为了实际上苏联的第一把手。盟军计划用超时空传送仪入侵苏联本土研发天启坦克的乌拉尔山实验室。指挥官在目标周围快速部署了防御，并使用试产的天启坦克挫败了盟军进攻。天启坦克顺利量产。
尤里声称罗曼诺夫是被“叛徒”维拉迪摩将军杀害，命令指挥官消灭维拉迪摩。尤里通过心灵力量感应出后者逃到了美国华盛顿并在那里建立据点和尤里分庭抗礼。指挥官带领苏军又一次开进华盛顿，白宫被摧毁，苏军从废墟中俘虏了维拉迪摩，但尤里并不给他机会解释，就将其处决。
尤里此时发现美国总统杜根已经退到了得克萨斯州圣安东尼奥的阿拉莫要塞。周围由重兵把守，从警犬到海豹部队应有尽有。苏军试图空降部队俘获杜根，但没有成功。尤里提出直接心灵控制美国总统的方案。于是，蘇聯派出「超能力部队」——尤里的复制人，成功控制了杜根。
接着，尤里发现美军在中美洲的美属维尔京群岛測試天气控制仪，这种由爱因斯坦发明的仪器可以产生强大的闪电风暴，对苏军构成很大威胁。苏联工程师通过占领美军作战实验室，取得了天气控制仪的方位，指挥官使用核弹摧毁了天气控制仪。
尤里一直试图拉拢指挥官为自己效力，但罗曼诺夫总理的意外逝世和维拉迪摩之前对自己的警告加剧了指挥官对尤里的不信任感——特别是那望而生畏的心灵控制能力。正在此时，尤里突然请指挥官到莫斯科，声称是要举办庆功宴。通讯官索菲亚此时收到一卷录像带并展示给指挥官，原来罗曼诺夫是被尤里谋害。玩家遂率军进入莫斯科“平叛”，尤里所藏匿的克里姆林宫被摧毁，尤里被杀，指挥官继任苏军最高司令。
索菲亚在整理尤里的档案时发现，盟军在阿拉斯加的希望之角藏有最后一部超时空传送仪，并且有重兵把守，如不及时摧毁可能导致战局逆转。苏军通过跨海作战，摧毁了盟军基地和超时空传送仪。盟军彻底投降，指挥官成为新一任苏联部长会议主席也就是“世界总理”。苏军在伦敦、巴黎等全球各地进行盛大阅兵，欢庆「共产主义」时代的到来。指挥官在巴黎凯旋门前香榭丽舍大街的阅兵式上现身。不过，尤里的肉体虽死，意识却被秘密保存下来，并扬言要复仇......

## 主要角色

### 盟軍
- 阿爾伯特·愛因斯坦（Larry Gelman 飾）
- 麥可·杜根 Michael Dugan（Ray Wise 飾）
- 本·卡維利 Carville（Barry Corbin 飾）
- 譚雅·亞當斯 Tanya Adams（Kari Wuhrer 飾）
- 伊娃·李 Eva Lee（Athena Massey 飾）

### 蘇聯
- 亞歷山大·罗曼诺夫 Alexander Romanov（Nicholas Worth 飾）
- 索菲亚 Zofia（Aleksandra Kaniak 飾）
- 维拉迪摩将军 Vladimir（Adam Greggor 飾）
- 尤里（Udo Kier 飾），係《红色警戒2》中斯大林培养出来的心灵控制专家，后来背叛苏联，并且在盟軍勝利後續的《尤里的复仇》中建立了自己的阵营。

## 遊戲機制
遊戲中的多數行為都要依靠金錢。玩家可以透過蒐集礦石並將之運送到採礦場賺錢，或是透過佔領鑽油裝置获得長期收入。此外、賣掉建築物、用間諜偷取敵人的錢或拾取地圖中隨機出現的升級工具箱也可以賺錢。玩家必須在有資金的情況下才能進行建設、生產和修復。
除了尤里以外，遊戲中的每個國家都屬於盟軍或蘇聯一方，每一個國家都有各自陣營的共通建築和單位，而且有各自國家的獨特建築或單位。
盟軍是由美國、英國、法國、德國、韓國組成的军事同盟，盟軍的最大特色是能使使用間諜衛星快速掌控戰場的流向並且擁有海、陸、空等全方位打擊單位，擁有「超時空」與「光稜」系列的武器，在突擊方面更是得心應手。而盟軍的缺點是空軍與坦克裝甲都很薄弱，另外海軍各單位如果沒有充分配合也容易被各個擊破，此外盟軍嚴重的缺點在於電力供應的問題，在紅色警戒2中，電力十分重要，但盟軍缺乏像蘇聯的核能反應爐的發電廠，無法建一兩座發電廠就解決電力供應問題，因此常常要擴大陣地，使得戰線過長露出防守的漏洞。
蘇聯是由苏俄、古巴、伊拉克、利比亞組成的联邦国家，擁有「磁能」系列武器以及「核武器」，蘇聯在紅色警戒系列中充分展現其大陆政權的氣魄，其坦克威力強大，而空軍速度缓慢、攻擊力極高。在建築方面只要建一座核能反應爐就足以解決大半電力的問題。蘇聯的最大缺點是機動性不足，難以掌控戰場，在機動性方面陸軍與空軍的強力單位均行走過慢，常常在到達目的地之前就遭到對方擊破。海軍各單位需要彼此配合才能發揮威力。
遊戲中有五種不同類型的建築物：建造廠（建設建築物）；兵營（建造步兵單位）；戰車工廠（建造機械化單位）；造船廠（建造海軍單位），盟軍獨有的空指部，可以建造入侵者戰機或黑鷹戰機（韓國的特殊單位）。 在遊戲中可以同一時間建造多於一個建築物或單位，建造多於一個的建造廠／兵營／戰車工廠／造船廠／空指部，就可以以更快速度建造建築物或特定單位。